# Говори (Красилівський район)
Го́вори — село в Україні, у Заслучненській сільській громаді Хмельницького району Хмельницької області. Розташоване на правому березі річки Бужок, лівої притоки Південного Бугу. Населення становить 30 осіб.
Варіанти назв: Говор (1664),хутір Говоры (1855), 
Гóвори – виселок, Існував у І трет. ХХ ст. біля с. Ставчинці, с.Говори (1925).
За припущенням І. С. Винокура, це залишки давнього м. Говори, спаленого татарами; пізніше тут було урочище Говори.